# Яновська сільська рада
Я́новська сільська рада (рос. Яновский сельский совет) — сільське поселення у складі Зоринського району Алтайського краю Росії.
Адміністративний центр — село Яново.

## Населення
Населення — 600 осіб (2019; 695 в 2010, 696 у 2002).

## Склад
До складу сільської ради входять:
| Населений пункт   | Населення, осіб (2002) | Населення, осіб (2010) |
| ----------------- | ---------------------- | ---------------------- |
| Залісіха, селище  | 8                      | 29                     |
| Каменушка, селище | 185                    | 192                    |
| Яново, село       | 503                    | 474                    |